# Afonso Hamm
José Afonso Ebert Hamm (Hulha Negra, Rio Grande do Sul, 25 de abril de 1962) é um engenheiro e político brasileiro filiado ao Progressistas (PP).
Neto de alemães, é atualmente deputado federal eleito em 2006, tendo sido suplente na legislatura anterior. Engenheiro Agrônomo formado pela Universidade Federal de Pelotas (UFPel) em 1984, foi jogador de futebol profissional, atuando pelo Grêmio Bagé e pelo Brasil de Pelotas, presidente da Associação dos Arrozeiros de Bagé e vereador por Bagé entre 1997 e 2000 e secretário da agricultura por esta cidade.
Em depoimento do doleiro Alberto Youssef em 12 de fevereiro de 2015, nos termos de delação premiada ele afirma que cada um dos lideres do PP (Nelson Meurer, Mário Negromonte, João Pizolatti e Pedro Corrêa) recebiam entre R$ 250 a R$ 500 mil por mês, e para o restante da Bancada era entregue uma média de R$ 1,2 milhão e R$ 1,5 por mês, que seria dividido pelo líder do Partido Progressista; que José Afonso Hamm recebeu parte destes valores. Em Setembro de 2017 a denúncia contra o parlamentar foi arquivada pela Procuradoria-Geral da República (PGR), que não encontrou elementos comprovando participação do progressista em irregularidades envolvendo a investigação do esquema de corrupção na Petrobras.
Hamm foi reeleito deputado federal em 2014, para a 55.ª legislatura (2015-2019). Na nova legislatura, votou a favor da admissibilidade do processo de impeachment de Dilma Rousseff. Já durante o Governo Michel Temer, votou a favor da PEC do Teto dos Gastos Públicos. Em abril de 2017 foi contrário à Reforma Trabalhista. Em agosto de 2017 e em outubro de 2017 votou a favor dos processos em que se pedia abertura de investigação do presidente Michel Temer. - 